# Lass uns die Welt vergessen – Volksoper 1938
Lass uns die Welt vergessen – Volksoper 1938 ist ein Stück mit Musik der Komponistin Keren Kagarlitsky. Text und Libretto stammt von Theu Boermans. Die Uraufführung fand am 14. Dezember 2023 an der Volksoper Wien unter der musikalischen Leitung der Komponistin zum 125. Jahrestag der Eröffnung der Volksoper am 14. Dezember 1898 statt.

## Handlung
An der Wiener Volksoper wird Anfang 1938 die Operette Gruß und Kuss in der Wachau des Komponisten Jara Beneš geprobt. An der Produktion sind zunächst viele jüdische Künstler beteiligt, etwa der später im KZ ermordete Librettist Fritz Löhner-Beda oder der in die USA geflüchtete Dirigent Kurt Herbert Adler.
Unmittelbar vor dem „Anschluss“ Österreichs im März 1938 werden die jüdischen Sänger ebenso wie die leitenden Verantwortlichen zunehmend unter Druck gesetzt, wobei diese die Veränderungen zunächst nicht ganz so ernst und sie für vorübergehende Phänomene halten. Anschuldigungen und politische Diskussionen erschwerten die Probenarbeit. Nach der Machtübernahme durch die Nationalsozialisten folgen Entlassungen der jüdischen Künstler, wie beispielsweise der Sängerin Hulda Gerin, sowie politisch Andersdenkender. 
Am Ende sitzt Hugo Wiener in seinem Zufluchtsort Bogotá in Kolumbien am Klavier und singt Im Prater blühen wieder die Bäume.

## Werkgeschichte
Das Stück basiert auf der 2018 im Amalthea-Verlag erschienenen Recherche Ihre Dienste werden nicht mehr benötigt mit dem Untertitel Aus der Volksoper vertrieben – Künstlerschicksale 1938 von Marie-Theres Arnbom, in der die letzte Produktion vor dem „Anschluss“ Österreichs im März 1938 Gruß und Kuß aus der Wachau, komponiert von Jara Beneš, getextet von Hugo Wiener und Kurt Breuer, mit Gesangstexten von Fritz Löhner-Beda, als roter Faden dient. Das Buch wurde von der Volksoper zu deren 120-Jahr-Jubiläum in Auftrag gegeben. Die Volksoper war vor 1938 ein privater Verein, der 1938 der Stadt Wien zugeschlagen wurde. Im Zuge dessen gingen Unterlagen wie Verträge und Korrespondenzen aus dieser Zeit verloren.
Anlässlich des 125. Jahrestag der Eröffnung der Volksoper am 14. Dezember 1898 bestellte die Volksoper eine Operette, die die ersten Monate des Jahres 1938 beleuchtet. Anfang 1938 wurde an der Volksoper die heitere Revueoperette Gruß und Kuss in der Wachau geprobt. Wenige Wochen nach der Uraufführung marschierten die Nationalsozialisten ein, ließen alle jüdischen Mitglieder des Hauses entlassen und setzten das Stück schließlich ab.
Nachdem die Partitur verschollen war, orchestrierte Komponistin Keren Kagarlitsky den erhaltenen Klavierauszug der Operette Gruß und Kuss in der Wachau neu. Diese Orchestrierung verband sie mit eigenen Kompositionen sowie Musik von Gustav Mahler, Arnold Schönberg und Viktor Ullmann, etwa Schönbergs Verklärte Nacht, dem dritten Satz aus Mahlers 1. Sinfonie sowie dem Intermezzo aus Ullmanns Oper Der Kaiser von Atlantis, das er in Theresienstadt komponierte, bevor er in Auschwitz ermordet wurde.
Das Libretto von Gruß und Kuss in der Wachau war nur in einer nachträglich stark bereinigten Form erhalten, nach dem „Anschluss“ wurde die ursprüngliche Fassung von den Nationalsozialisten ausgetauscht. Im Programmheft wurden die jüdischen Autoren durch arische Namen ersetzt. Im Stück wurden reale historische Persönlichkeiten der damaligen Volksopern-Produktion um fiktive Figuren wie den Bühnenmeister und den jüdischen Souffleur Ossip Rosental ergänzt.
Anlässlich der Uraufführung startete die Volksoper das Projekt Was würdest du tun?, das die Frage nach der ganz persönlichen Haltung stellt.

## Besetzung der Uraufführung
Bei der Uraufführung am 14. Dezember 2023 an der Volksoper Wien spielte das Volksopernorchester unter der musikalischen Leitung der Komponistin Keren Kagarlitsky. In Videoeinspielungen wurde der historische Rahmen eingespielt, etwa Reden von Kurt Schuschnigg und Adolf Hitler sowie ausgehungerte KZ-Häftlinge. Im Abspann wurde gezeigt, wer von den historischen Persönlichkeiten im Stück ermordet wurde und wer überlebte.

### Stab
- Regie, Text & Libretto: Theu Boermans
- Bühnenbild: Bernhard Hammer
- Kostüme: Jorine van Beek
- Choreographie: Florian Hurler
- Licht: Alex Brok
- Video: Arjen Klerkx
- Sounddesign: Martin Lukesch
- Historische Beratung: Marie-Theres Arnbom

### Darsteller
- Alexander Kowalewski, Intendant: Marco Di Sapia
- Ossip Rosental, Souffleur: Andreas Patton
- Hugo Wiener, Autor: Florian Carove
- Fritz Löhner-Beda, Librettist: Carsten Süss
- Kurt Herbert Adler, Dirigent: Lukas Watzl
- Kurt Hesky, Regisseur: Jakob Semotan
- Leo Asch, Bühne und Kostüm: Szymon Komasa
- Bühnenmeister: Gerhard Ernst
- Hulda Gerin (Miss Violet): Johanna Arrouas
- Viktor Flemming (Graf Uli von Kürenberg): Ben Connor
- Fritz Imhoff (Püringer): Wolfgang Gratschmaier
- Trudl Möllnitz (Franzi): Theresa Dax
- Olga Zelenka (Resi): Sofia Vinnik
- Kathy Treumann (Anni): Julia Koci
- Walter Schödel (Werkmeister): Nicolaus Hagg
- Frida Hechy (Witwe Aloisia Bründl): Ulrike Steinsky
- Emil Kraus (Otto Binder): Sebastian Reinthaller
- Franz Hammer (Pepi Marisch, Briefträger): Johannes Deckenbach
- Kurt Breuel (Graf Ulrich von Kürenberg): Kurt Schreibmayer
- Johanna Kreuzberger (Amalasvintha von Kürenberg) / Mutter Wiener: Regula Rosin
- Horst Jodl: Robert Bartneck
- Fritz Köchl: Axel Herrig
- Hans Frauendienst (Wirt Glöckerl): Thomas Sigwald

## Rezeption
Thomas Götz bezeichnete die Produktion in seiner Kritik über die Uraufführung in der Kleinen Zeitung als „Sternstunde“, bei der von Szene zu Szene der Widerspruch zwischen der schmissigen Operettenheiterkeit und deren Arisierung auf offener Bühne schwerer erträglich werde. Das hoch motivierte Ensemble könne nur kollektiv gewürdigt werden, das Publikum dankte ihm zu Recht mit stehenden Ovationen.
Miriam Damev bezeichnete die Uraufführung in der Wochenzeitung Falter als berührenden wie bedrückendem Abend, der in seiner Aktualität erschaudern lasse und bei dem das Ensemble mit einer eindrucksvollen darstellerischen Leistung glänze.
Manfred A. Schmid urteilte auf onlinemerker.com mit „Hingehen ist Pflicht“ und bezeichnete die Vorstellung als aufwühlenden Abend, exzellent gespielt, allerdings wohl etwas zu lang geraten. Bei der Fülle an tollen Schauspielern und Sängern falle es schwer, einige speziell hervorzuheben.
Reinhard Kager meinte in der Frankfurter Allgemeinen Zeitung, dass dieser Produktion, die ungeschönt die katastrophalen Folgen des Rechtspopulismus zeige, angesichts der drohenden Gefahr einer rechtsextremen Regierung in Österreich, trotz einiger Defizite ein großes Verdienst zukomme.

## Auszeichnungen und Nominierungen
- Im Rahmen der Verleihung des Nestroy-Theaterpreises 2024 wurde die Produktion für den Spezialpreis nominiert.[13][14]
- Österreichischer Musiktheaterpreis 2025: Nominierung in der Kategorie Beste Ur-/Erstaufführung[15][16]